# Панцырев, Александр Сергеевич
 Александр Сергеевич Панцырев  (8 декабря 1993, Казань, Россия) — российский футболист, полузащитник.

## Карьера
Панцырев — воспитанник казанского «Рубина». В 2012 году перешёл в пермский «Амкар». В 2014—2015 годах отправлялся в аренды в клубы Второго дивизиона — «Октан» Пермь, за который сыграл 8 матчей и забил 3 мяча, и «Нефтехимик» Нижнекамск, за который сыграл 17 матчей. 24 октября 2015 года дебютировал в Российской Премьер-лиге в матче против «Урала», заменил Бранко Йовичича во втором тайме. Однако, пробиться в основной состав и заиграть в «Амкаре» не смог.
В 2017 и 2018 годах играл во Втором дивизионе (Первенство ПФЛ) за «Чайку» Песчанокопское и «КАМАЗ» Набережные Челны, в 2018 и 2020 годах — в Четвёртом (чемпионат Татарстана), в 2019 — в первенстве Татарстана (Первая лига), за команды «Мотор-Академия» Казань и  «Эверест» Высокая Гора. В 2021 году перебрался в другую команду, участвующую в чемпионате Татарстана — «Нэфис» (Казань).